# Alepia distincta
Alepia distincta är en tvåvingeart som beskrevs av Bravo, Lago och Castro 2004. Alepia distincta ingår i släktet Alepia och familjen fjärilsmyggor. Inga underarter finns listade i Catalogue of Life.